# Guido Frederico João Pabst
Pour les articles homonymes, voir Pabst.
Guido Frederico João Pabst est un botaniste brésilien, né en 1914 et mort en 1980, Il est diplômé en biologie en 1939.

## Biographie
En 1958, il fonde l’Herbarium Bradeanum à Rio de Janeiro et fait paraître en 1975, avec Fritz Dungs (1915-1977), Orchidaceae Brasiliensis.
Il a créé la revue Bradea (Bulletin de l'Herbarium Bradeanum) dont le premier numéro a été publié le 30 août 1969. Cette revue botanique comporte de nombreux numéros comportant les diagnoses (Descriptions originelles) de nouvelles espèces du Brésil.
Le nom de cette revue est dédié au botaniste brésilien Alexandre Curt Brade (1881-1971).
Helmut Sick (1910-) lui dédie le cinclode à longue queue, Cinclodes pabsti en 1969, et Leslie Andrew Garay (1924-2016) le genre d’orchidée Pabstia en 1973.

## Source
- Bo Beolens et Michael Watkins (2003). Whose Bird? Common Bird Names and the People They Commemorate. Yale University Press (New Haven et Londres).